# Deutscher-Lokomotiv-Verband
Der Deutsche-Lokomotiv-Verband war ein Wirtschaftskartell von Lokomotivenherstellern im Deutschen Reich.

## Lokomotiv Verband
Am 26. März 1877 schlossen sich zehn Hersteller von Lokomotiven aus dem Verband Deutscher Eisen- und Stahlindustrieller zur  Interessenvertretung, dem Lokomotiv Verband zusammen. Der erste Vorsitzende des Verbandes war Albert Borsig, nach dessen Tod am 10. April 1878 rückte dessen Stellvertreter Louis Schwartzkopff in diese Funktion. 1889 löste  sich der Verband auf, da die Preisabsprachen nicht wirksam wurden. Dieser Lokomotiv Verband wird als einer der ersten Ansätze zur Kartellbildung in der deutschen Maschinenbauindustrie bezeichnet.
Neben diesem ersten Kartell bildeten die drei Marktführer: Richard Hartmann (Sächsische Maschinenfabrik), August Borsig (Borsig) und Louis Schwartzkopff (Berliner Maschinenbau) ein Kartell.
Am 13. März 1890 wurde der Verband als Quotenkartell zur Absprache bei der Auftragsvergabe als Rahmenorganisation gegründet, die sich in einen norddeutschen und einen süddeutschen Verband teilte. Der Norddeutsche Lokomotiv-Verband (L-V-B) im Königreich Preußen reihte seine Unternehmen wie folgt:
1. Henschel & Sohn, Kassel
2. Borsig, Berlin
3. Hanomag, Linden vor Hannover
4. Berliner Maschinenbau, vorm. Louis Schwartzkopff, Berlin
5. Elsässische Maschinenbau-Gesellschaft Grafenstaden, Grafenstaden
6. AG Vulcan Stettin, Stettin
7. Union Gießerei Königsberg, Königsberg
8. Aktiengesellschaft für Lokomotivbau Hohenzollern, Düsseldorf-Grafenberg

Außerhalb des Norddeutschen Lokomotiv-Verbandes standen die Werke von:
1. Sächsische Maschinenfabrik vorm Richard Hartmann
2. Schichau-Werke, Elbing
3. Linke-Hofmann Werke, Breslau
4. Maschinenbauanstalt Humboldt, Köln-Kalk
5. Orenstein & Koppel, Berlin
6. Arnold Jung Lokomotivfabrik, Jungenthal bei Kirchen (Sieg)

Der Süddeutsche Locomotiv-Verband (L-V-C) reihte seine Unternehmen wie folgt:
1. Lokomotiven- und Maschinenfabrik J.A. Maffei, München
2. Lokomotivfabrik Krauss & Comp., München
3. Maschinenfabrik Esslingen, Esslingen
4. Maschinenbau-Gesellschaft Karlsruhe, Karlsruhe.

Der Außenseiter war die Maschinenbau-Gesellschaft Heilbronn. Die Verteilung der Aufträge erfolgte im Anschluss an die Preisfestsetzung auf den gemeinsamen Konferenzen in Berlin, dem Sitz der Verbände. Noch 1913 hatten die im Gesellschaftsvertrag von 1890 festgelegten Verteilungsquoten Gültigkeit.
Der Verband Norddeutscher Lokomotivbauer beauftragte 1913 die Firma Henschel & Sohn eine Versuchslokomotive für die Berliner Stadt-, Ring- und Vorortbahnen zu entwickeln, woraus der Preußische T 14 (Versuch) entstand.

## 1922–1927: Allgemeiner Deutscher Lokomotivverband
Der 1922 neugegründete, alle 19 Lokomotivfabriken umfassende Deutsche Lokomotiv-Verband, konnte die Schrumpfung von Aufträgen nicht aufhalten. Ein Teil der Werke schlossen bei Rückgang des Geschäftes ganz oder legten die Lokomotivabteilungen still, stellten auf andere Produkte um und traten die Quoten an andere Hersteller ab.
1923 beschloss die Deutsche Reichsbahn, die Lokomotivproduktion auf die deutschen Maschinenfabriken gleichmäßig zu verteilen. Der Deutsche Lokomotiv-Verband war so ein Quotenkartell ohne Wettbewerber aus dem Ausland.
1920 wurden von den Staatsbahnen im Deutschen Reich 2143 Lokomotiven bestellt. 1929 bestellte die Deutsche Reichsbahn 26 Lokomotiven. Zwölf Lokomotivbauunternehmen gaben den Lokomotivbau auf  und übertrugen ihre Reichsbahn-Lieferquoten an ihre Muttergesellschaften. 1931 gab es im Deutschen Reich neun Unternehmen, die Lokomotiven herstellten.

## Vereinheitlichungsbüro
Um Werksnormen untereinander abzugleichen, gründeten im Februar 1918 die deutschen Lokomotivenfabriken den Allgemeinen Lokomotiv-Normen-Ausschuß, der wiederum einen Arbeitsausschuss, den „Engeren Lokomotiv-Normen-Ausschuß“ (ELNA) bildete, in dem neben den Lokomotivbauanstalten die Eisenbahnverwaltungen vertreten waren. Diesen Ausschüssen war die Ausarbeitung von Normen für die Einzelteile der Lokomotive übertragen. Dieser richtete auf Anregung der Reichsbahn im November 1922 ein Vereinheitlichungsbüro im Unterhalt des Allgemeinen Deutschen Lokomotivverbandes ein. Das Vereinheitlichungsbüro wurde bei Borsig in Berlin-Tegel ein und stand unter der Leitung des Borsig-Chefkonstrukteurs August Meister. Über dieses Büro, in dem Ingenieure aller Mitgliedsfirmen des Verbands tätig waren, steuerten Meister und Richard Paul Wagner, der zuständige Dezernent der Deutschen Reichsbahn, die Entwicklung der Einheitsdampflokomotiven für die Reichsbahn.